# Nada (canción de Prince Royce)
«Nada» es una canción del artista estadounidense Prince Royce. Se estrenó como el tercer sencillo de su tercer álbum de estudio Soy el mismo el 10 de marzo de 2014. La pista fue nominada a los Premios Juventud de 2014.

## Antecedentes y composición
Se estrenó como sencillo el 10 de marzo de 2014, para la promoción de su álbum de estudio debut Prince Royce (2010). La canción fue escrita por el propio cantante junto a Alberto J. Santos.

## Video musical
El video musical se estrenó el 10 de marzo de 2014. El vídeo musical obtuvo una nominación a Vídeo favorito, en la ceremonia de los Premios Juventud de 2014.

## Posicionamiento en listas
| Listas (2014)                      | Mejor posición |
| ---------------------------------- | -------------- |
| México (Monitor Latino)            | 8              |
| México Airplay (Billboard)         | 8              |
| México Español Airplay (Billboard) | 15             |

## Premios y nominaciones
| Año  | Trabajo nominado | Categoría      | Resultado | Ref   |
| ---- | ---------------- | -------------- | --------- | ----- |
| 2014 | Premios Juventud | Vídeo favorito | Nominado  | [ 4 ] |

## Historial de lanzamiento
| País   | Fecha               | Formato          | Discográfica     | Ref   |
| ------ | ------------------- | ---------------- | ---------------- | ----- |
| Varios | 10 de marzo de 2014 | Descarga digital | Sony Music Latin | [ 8 ] |